# Augusto Fernández
Augusto Matías Fernández est un ancien footballeur argentin, né le 10 avril 1986 à Pergamino, une ville du Nord de la province de Buenos Aires, en Argentine. À l'issue de la saison 2020-2021, il annonce prendre sa retraite professionnelle. Il jouait au poste de milieu relayeur.

## Biographie

### Les débuts à River Plate
En 1998, à l'âge de 12 ans, il arrive dans l'un des plus grands clubs sud-américains, le CA River Plate.
Le 29 janvier 2006, alors qu'il n'a pas encore 20 ans, il fait ses débuts avec River Plate lors d'une victoire 5-0 contre Tiro Federal.
Très rapidement, la presse argentine, lui assigne le surnom de El Negro (« le Noir »), du fait de son teint hâlé.
De nombreux très bons matchs plus tard, il gagne le tournoi de clôture du championnat argentin en 2008 et séduit par la même occasion, quelques grands clubs européens dont l'Atlético de Madrid et la Lazio Rome. 
Lors de l'été 2008, il ne part cependant pas, l'Atlético de Madrid ayant atteint le nombre maximum d'extra-communautaires. Conscient de l'avantage que représente un passeport européen, il fait jouer ses origines italiennes et possède désormais la double nationalité argentino-italienne.
Il portait au CA River Plate, le numéro 28 et a notamment eu pour coéquipiers, Gonzalo Higuaín, Germán Lux, Fernando Belluschi, Juan Pablo Carrizo, Marcelo Gallardo, Ariel Ortega, Diego Buonanotte, Radamel Falcao, Mauro Rosales ou Leonardo Ponzio.

### L'arrivée en Europe
Fin août 2009, l'AS Saint-Étienne annonce le prêt d'un an sans option d'achat d'Augusto, qui déclare le 1er septembre, jour de sa présentation, qu'après 12 ans passés à River Plate, « réussir en Europe était un grand défi ». Il signe quasiment en même temps qu'un autre Argentin, Gonzalo Bergessio. Il est le sixième argentin à porter les couleurs de l'ASSE depuis sa création, après Osvaldo Piazza, Raoul Noguès, Daniel Bilos, Ignacio Piatti et Gonzalo Bergessio. Il portera le numéro 5 et son maillot sera floqué de son prénom, en l'occurrence, Augusto. Il jouera son premier match de Ligue 1 à l'extérieur à l'occasion du match Stade rennais - AS Saint-Étienne (défaite 1-0), le 13 septembre 2009. Il marquera son premier but en Vert, lors du match AS Saint-Étienne - Bordeaux (victoire 3-1), le 3 octobre 2009.
Malheureusement, au moment où il se faisait une place dans l'équipe, il s'est blessé et le remplaçant d'Alain Perrin au poste d'entraîneur, son ancien adjoint Christophe Galtier ne compte pas sur lui. Il compte 12 matchs en Ligue 1 (8 comme titulaire) pour un but marqué. Avec les Verts, il aura notamment fréquenté au quotidien et outre son compatriote Gonzalo Bergessio, des joueurs comme Jérémie Janot, Mouhamadou Dabo, Pape Diakhaté, Dimitri Payet, Blaise Matuidi, Gelson Fernandes, Emmanuel Rivière, Ilan, ainsi que le capitaine Loïc Perrin.

### Un départ pour le Vélez Sarsfield
N'ayant pas été retenu pas l'ASSE, il est transféré de River Plate au Vélez Sarsfield pour 3 millions d'euros et déclare sur sa saison précédente « À Saint-Étienne, j'ai été blessé à un pied et un nouvel entraîneur est arrivé. Christophe Galtier n'aimait pas trop les joueurs argentins puisque même Bergessio jouait peu. Je n'ai pas aimé comment il m'a traité, et certaines méthodes utilisées par le club. Alors j'ai préféré m'en aller ».

### Avec l'Argentine
Il a représenté à peu près toutes les catégories de jeunes et ainsi fréquenté Fernando Gago, Gonzalo Higuaín, Lionel Messi, Sergio Agüero ou Carlos Tévez.

## Statistiques en championnat
| Année     | Équipe           | Championnat      | Matchs | Buts |
| --------- | ---------------- | ---------------- | ------ | ---- |
| 2002-2003 | River Plate      | Primera División | 0      | 0    |
| 2003-2004 | River Plate      | Primera División | 0      | 0    |
| 2004-2005 | River Plate      | Primera División | 0      | 0    |
| 2005-2006 | River Plate      | Primera División | 13     | 0    |
| 2006-2007 | River Plate      | Primera División | 13     | 2    |
| 2007-2008 | River Plate      | Primera División | 31     | 1    |
| 2008-2009 | River Plate      | Primera División | 22     | 0    |
| 2009-2010 | River Plate      | Primera División | 1      | 0    |
| 2009-2010 | AS Saint-Étienne | Ligue 1          | 12     | 1    |
| 2010-2011 | Vélez Sarsfield  | Primera División | 29     | 4    |
| 2011-2012 | Vélez Sarsfield  | Primera División | 29     | 7    |
| 2012-2013 | Celta Vigo       | Liga             | 39     | 6    |
| 2013-2014 | Celta Vigo       | Liga             | 33     | 3    |

Dernière mise à jour le 9 août 2012

## Palmarès

### En club
- River Plate
  - Champion d'Argentine (fermeture/clausura) en 2008 (en)

- Vélez Sarsfield
  - Champion d'Argentine (fermeture/clausura) en 2011 (en)

- Atlético Madrid
  - Finaliste de la Ligue des champions en 2016

### En sélection
- Équipe d'Argentine
  - Finaliste de la Coupe du monde en 2014
  - Finaliste de la Copa América en 2016